# Pharus lappulaceus
Pharus lappulaceus är en gräsart som beskrevs av Jean Baptiste Christophe Fusée Aublet. Pharus lappulaceus ingår i släktet Pharus och familjen gräs. Inga underarter finns listade i Catalogue of Life.